# Тонконіг альпійський
Тонконіг альпійський (Poa alpina L.) — вид рослин із роду тонконіг (Poa) родини тонконогових (Poaceae).

## Загальна біоморфологічна характеристика

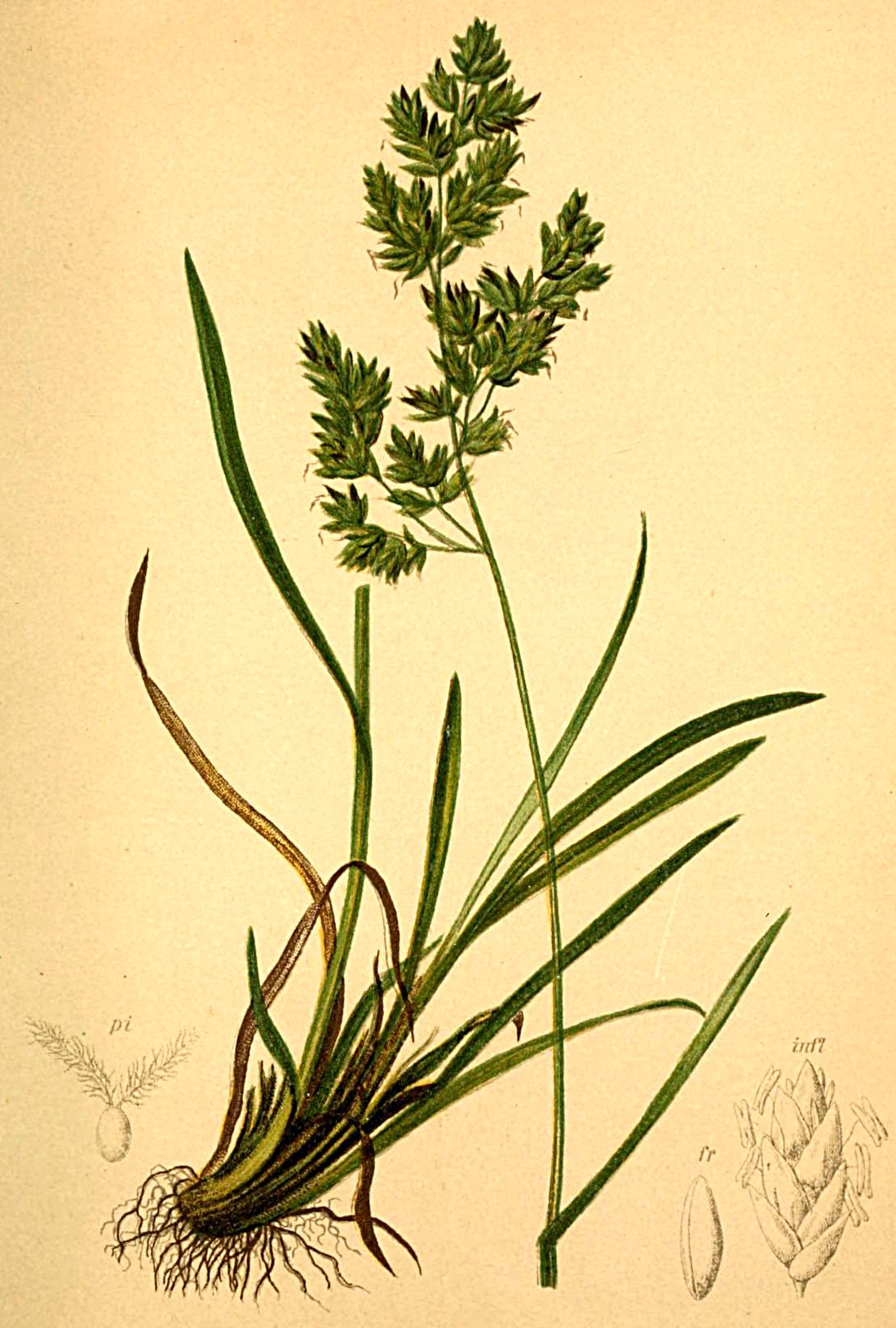
Poa alpina у виданні «Atlas der Alpenflora» Антона Хартінгера 1882 року

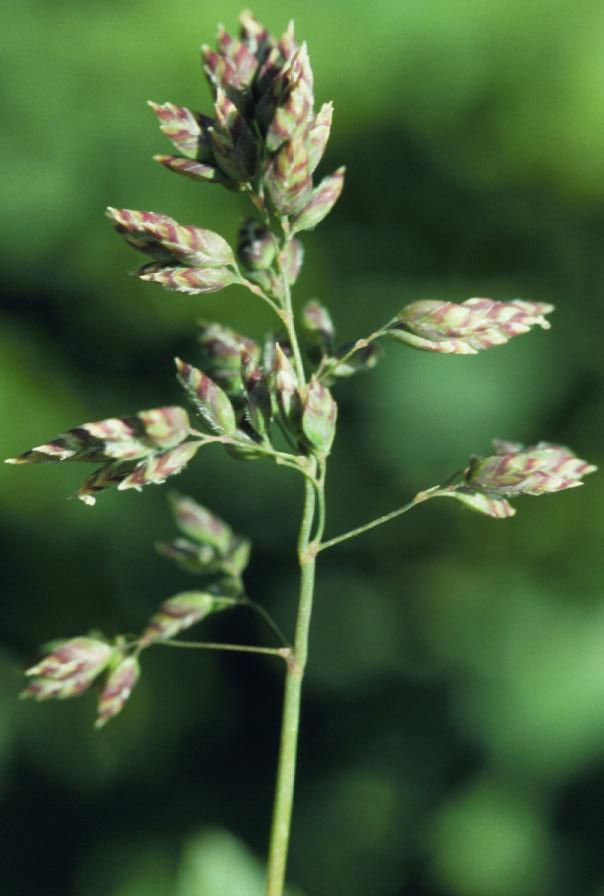
Колос Poa alpina

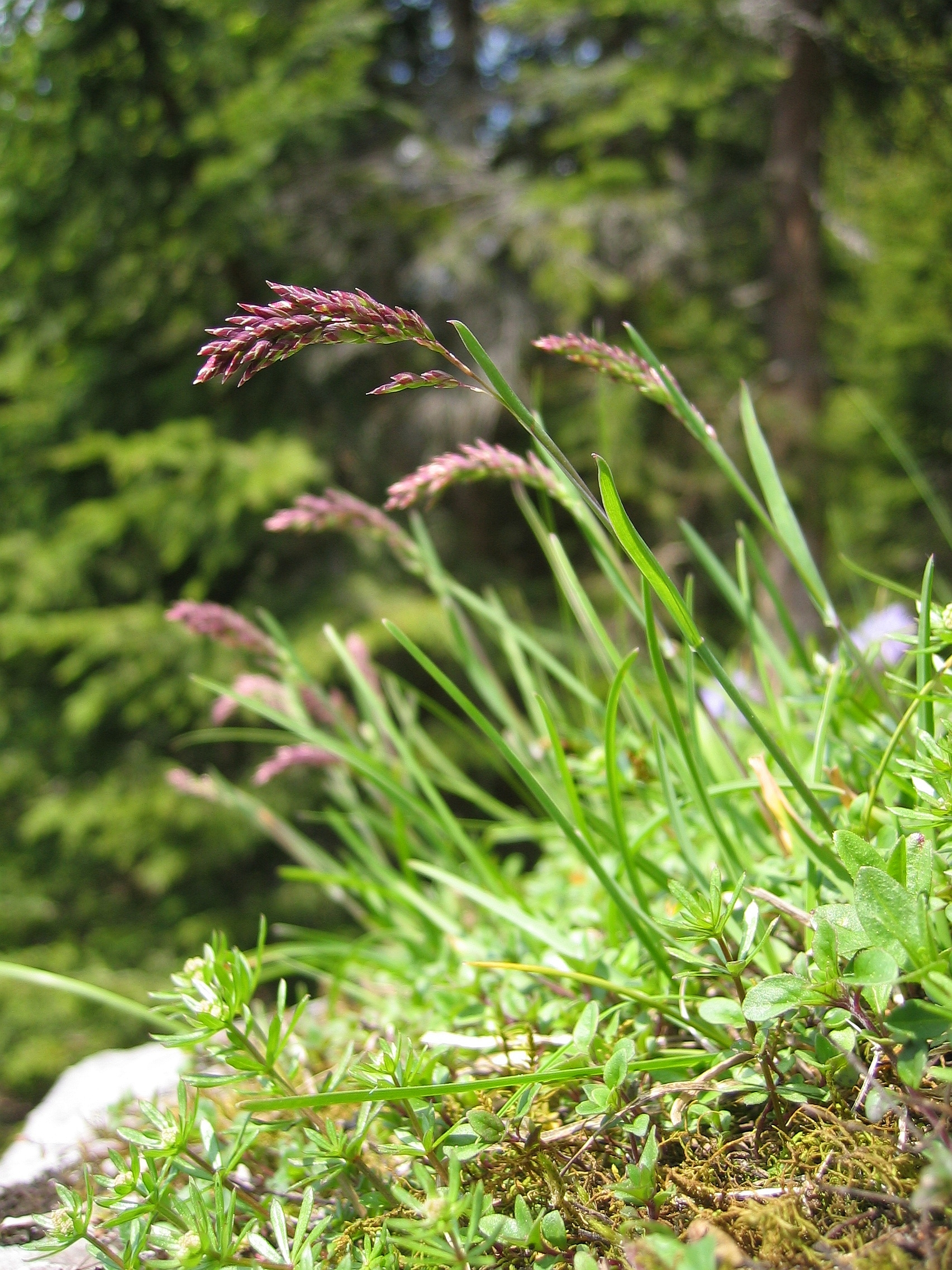
Poa alpina на висоті 1300 м над рівнем моря, Штирія, Австрія

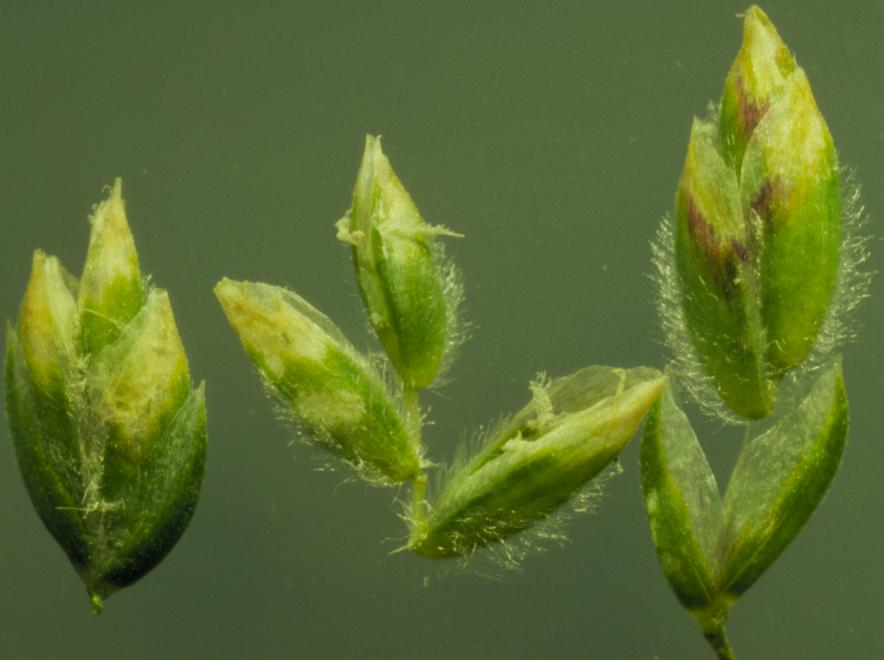
Колоски сильно стиснуті з боків, як правило, 5 мм або довші, задні частини лем помітно волохаті, але ніколи не павутинисті.

Багаторічник 5-40 см заввишки, утворює щільні дерновинки. Стебла голі, гладкі, внизу потовщені від листових піхв, що залишилися, живі піхви листя голі, гладкі, язичок до 4 мм завдовжки. Листя численні, широко лінійні, товстуваті 2-3 мм завширшки. Волоть густа, яйцеподібна, з короткими гладкими гілочками, колоски широко яйцеподібні, 5-10 мм завдовжки, строкато забарвлені, 3-7-квіткові, колоскові луски широко ланцетні, майже рівні, з дуже коротким вістрям. Нижня квіткова луска з малопомітними жилками. По кілю і бічним жилкам шовковисто-запушена, без пучка з'єднувальних волокон біля основи. Калус голий. Цвітіння червень, плодоношення липень. Зустрічається вівіпарна форма. Апомікт.
Число хромосом — 2n = 14, 34, 42.

## Поширення

### Природний ареал
- Азія
  - Західна Азія: Афганістан; Іран; Туреччина
  - Кавказ: Вірменія; Азербайджан; Грузія; Російська Федерація — Дагестан
  - Сибір: Східний Сибір, Західний Сибір
  - Середня Азія: Казахстан; Киргизстан; Таджикистан; Узбекистан
  - Монголія
  - Далекий Схід Росії
  - Китай
  - Індійський субконтинент: Індія; Непал; Пакистан
- Європа
  - Північна Європа: Фінляндія; Ісландія; Ірландія; Норвегія; Шпіцберген і Ян-Маєн; Швеція; Об'єднане Королівство
  - Середня Європа: Австрія; Чехія; Словаччина; Німеччина; Польща; Швейцарія
  - Східна Європа: Естонія; Російська Федерація — Європейська частина; Україна
  - Південно-Східна Європа: Албанія; Болгарія; Греція; Італія (вкл. Сицилія); Румунія
  - Південно-Західна Європа: Франція (вкл. Корсика)
- Північна Америка
  - Субарктична Америка: Канада — Північно-західні території, Юкон; Ґренландія; США — Аляска
  - Східна Канада: Ньюфаундленд, Нова Шотландія, Онтаріо, Квебек
  - Західна Канада: Альберта, Британська Колумбія, Манітоба, Саскачеван
  - Північний Схід США: Мічиган
  - Північний Захід США: Колорадо, Айдахо, Монтана, Орегон, Вашингтон, Вайомінг
  - Південний Захід США — Юта
  - Мексика

## Екологія
Зростає в тундрі, на скелястих морських узбережжях, в альпійських і субальпійських луках, на щебенистих і кам'янистих схилах, опускається в лісовий пояс.

## Господарське значення
Одна з найкращих пасовищних рослин високогірних травостоїв.

## Охоронний статус
Занесений до Червоної книги Естонії.